# Эфендиев, Мамед Рашид оглы
Мамед Рашид оглы Эфендиев (азерб. Məhəmməd Rəşid oğlu Əfəndiyev; 5 октября 1887, Нуха, Елизаветпольская губерния — 1 июня 1977, Баку) — советский математик-педагог, профессор (1945), Заслуженный деятель науки Азербайджанской ССР.

## Биография
Мамед Эфендиев родился в семье азербайджанского педагога, писателя и этнографа Рашид-бека Эфендиева.
Окончил Петербургский университет. Работал в Тифлисе, преподавал в Шекинской гимназии.
С 1930 года — заведующий кафедрой математики Азербайджанского высшего педагогического института.
С 1941 года — заведующий кафедрой математического анализа Азербайджанского государственного университета, профессор.
Автор учебных пособий по математике для вузов и средних школ на азербайджанском языке.
Среди его учеников — академики АН АзССР Ю. Мамедов, З. И. Халилов, Г. Абдуллаев, А. И. Гусейнов; члены-корреспонденты: М. Джавадов, К. Т. Ахмедов, М. Л. Расулов и др.
С 1992 года имя Мамеда Эфендиева носит одна из улиц Баку.